# Берлинский короткий голубь
Берли́нский коро́ткий (нем. Berliner Kurze) — порода голубей, выведенная немецкими голубеводами. Берлинские короткие голуби получили своё название от города Берлин. С середины XIX века были выведены первые берлинские короткие.

## История
Берлинские короткие были выведены в XIX веке на базе Альтштаммеров и других пород.

## Общее впечатление
Маленький, короткий, благородной, грациозной формы, энергичный.

## Полет
Большей частью их содержат как декоративных, но при систематической тренировке птицы могут неплохо летать.

## Содержание
При содержании и разведении требуют внимания. Порода короткоклювая, поэтому сложна в выведении и содержании, при разведении нуждаются в кормилках — среднеклювых или длинноклювых голубях, обладающих хорошими способностями выкармливать птенцов.